# Kenny Anthony
Kenny Davis Anthony (født 8. januar 1951) er en saintluciansk politiker for Saint Lucia Labour Party. Han er siden 30. november 2011 premierminister i Saint Lucia.
Anthony har læreruddannelse fra Saint Lucia Teachers College og har studeret statsvidenskab, historie og jura ved University of the West Indies. I 1988 aflagde han doktorgrad ved University of Birmingham i Storbritannien. Han er advokat med kvalifikation fra Middle Temple i London.
Anthony var fra 1980 til 1981 undervisningsminister. Fra 1984 underviste han ved University of the West Indies på Barbados, hvor han i 1989 blev leder af afdelingen for undervisning i retsvidenskab. Fra 1995 til 1996 var han tilknyttet sekretariatet for Caribbean Community i Georgetown i Guyana. Derefter var han premierminister fra 1997 til 2006. Efter at have ledet oppositionen kom han igen i regeringsposition efter at Saint Lucia Labour Party vandt valget i november 2011.